# NGC 2815
NGC 2815 (również PGC 26157 lub UGCA 156) – galaktyka spiralna z poprzeczką (SBb), znajdująca się w gwiazdozbiorze Hydry. Odkrył ją William Herschel 20 listopada 1784 roku.
W galaktyce tej zaobserwowano supernową SN 2011co.